# Baoxing
Baoxing (en chino, 宝兴; pinyin, Bǎoxīng) es una condado bajo la administración de la ciudad-prefectura de Ya'an, en el corazón geográfico de la provincia de Sichuan, República Popular China. Situada a 1000 m s.n.m. a orillas del río Qingyi, tributario del Río Dadu a 200 km de Chengdu. Su área es de 3113 km² y su población total para 2010 superó los 120 mil habitantes. 

## Administración
Desde diciembre de 2019, el  Condado Baoxing se divide en 7 pueblos que se administran en 3 poblados, 3 villas y 1 villa étnica. 

## Toponimia
Baoxing no se estableció como división política hasta 1930 y, debido a los ricos recursos naturales que posee, se le dio oficialmente el nombre de "Baoxing" que significa "tesoro y prosperidad", tiene su origen en uno de los cinco clásicos de Confucio, la doctrina de la medianía .

## Biodiversidad
La zona es un punto vital de importancia geopolítica, transporte, y lo más importante, un tesoro de biodiversidad para muchas especies en peligro de extinción, incluyendo el panda gigante, Davidia, Turdus mupinensis, el mono dorado de nariz chata y la Oreolalax popei. La UNESCO nombró a Baoxing como parte del patrimonio de la humanidad junto al "santuario del panda gigante de Sichuan - Wolong, Mt Siguniang y la montaña Jiajin " en 2006.

## Economía
El pilar de la economía de Baoxing es la industria de la energía hidroeléctrica y el turismo. 